# Breda milvina
Breda milvina là một loài nhện trong họ Salticidae.
Loài này thuộc chi Breda. Breda milvina được Carl Ludwig Koch miêu tả năm 1846.